# 全国人民代表大会常务委员会关于全面禁止非法野生动物交易、革除滥食野生动物陋习、切实保障人民群众生命健康安全的决定
《全国人民代表大会常务委员会关于全面禁止非法野生动物交易、革除滥食野生动物陋习、切实保障人民群众生命健康安全的决定》是第十三届全国人民代表大会常务委员会于2020年2月24日第十六次会议审议通过的有关法律问题的决定，并于同日公布施行。

## 立法背景与内容
SARS事件后，研究者发现严重急性呼吸道综合征病毒来源于野生动物。2019冠状病毒病疫情于华南海鲜市场暴发后，研究者普遍认为SARS-CoV-2病毒也来源于野生动物。因此，多名学者呼吁禁食野生动物。
于是，全国人大常委会出台专门决定，全面禁止食用野生动物和非法野生动物交易，对现有法律禁止的行为加重处罚，并将国家保护的有益的或者有重要经济、科学研究价值的陆生野生动物名录内的野生动物和其他陆生野生动物纳入禁止范围内，包括人工繁育、人工饲养的陆生野生动物。鱼类等水生野生动物不在禁食范围。列入畜禽遗传资源目录的动物，属于家畜家禽，适用《中华人民共和国畜牧法》的规定。

## 实施、影响
决定通过后，人工繁育野生动物养殖业最先受到影响。农业农村部研究制定实施方案，将加大监督检查和责任追究力度，进一步明确水生野生动物和陆生野生动物的相关目录范围。国务院发展研究中心资源与环境政策研究所副所长常纪文指出，决定对于偏远地区养殖户的经济利益和就业造成损害的，政府将指导养殖户转型，并给予经济补偿。
3月4日，农业农村部引发《农业农村部关于贯彻落实全国人大常委会革除滥食野生动物决定的通知》，明确列入《国家重点保护经济水生动植物资源名录》的物种和该部公告的水产新品种，要按照《中华人民共和国渔业法》等法律法规管理，中华鳖、乌龟、鳄龟、牛蛙等列入上述水生动物相关名录的两栖、爬行类动物，按照水生动物管理，不在禁食范围之内。
4月8日，农业农村部组织起草的《国家畜禽遗传资源目录（征求意见稿）》公开征求意见。征求意见稿中，除18种传统畜禽外，有13种特种畜禽。而有众多品种、已形成规模产业的人工繁育陆生野生动物未进入目录。以贵州为例，有竹鼠、豪猪、果子狸、蓝孔雀、眼镜蛇等品种。未被征求意见稿收录，意味着此类品种的人工养殖将无合法身份。

## 评价
据《法制日报》报道，西北政法大学教授孙江认为，“全面禁止食用野生动物，有利于社会稳定，维护的是最广大人民的利益，反映出的是全体中国人民的意愿”。人民网三评“禁食野味”，“管不住嘴，就会要命”，“这个问题就得‘一刀切’”，“绝不能好了伤疤忘了疼”。武汉大学法学院秦天宝认为，该决定可以视为《野生动物保护法》修改的前奏。
国际野生生物保护学会声明称，该决定“是朝着正确方向迈出的一大步”，但没有禁止药用，为野生动物贩卖者提供了法律漏洞。